# École Shizutani

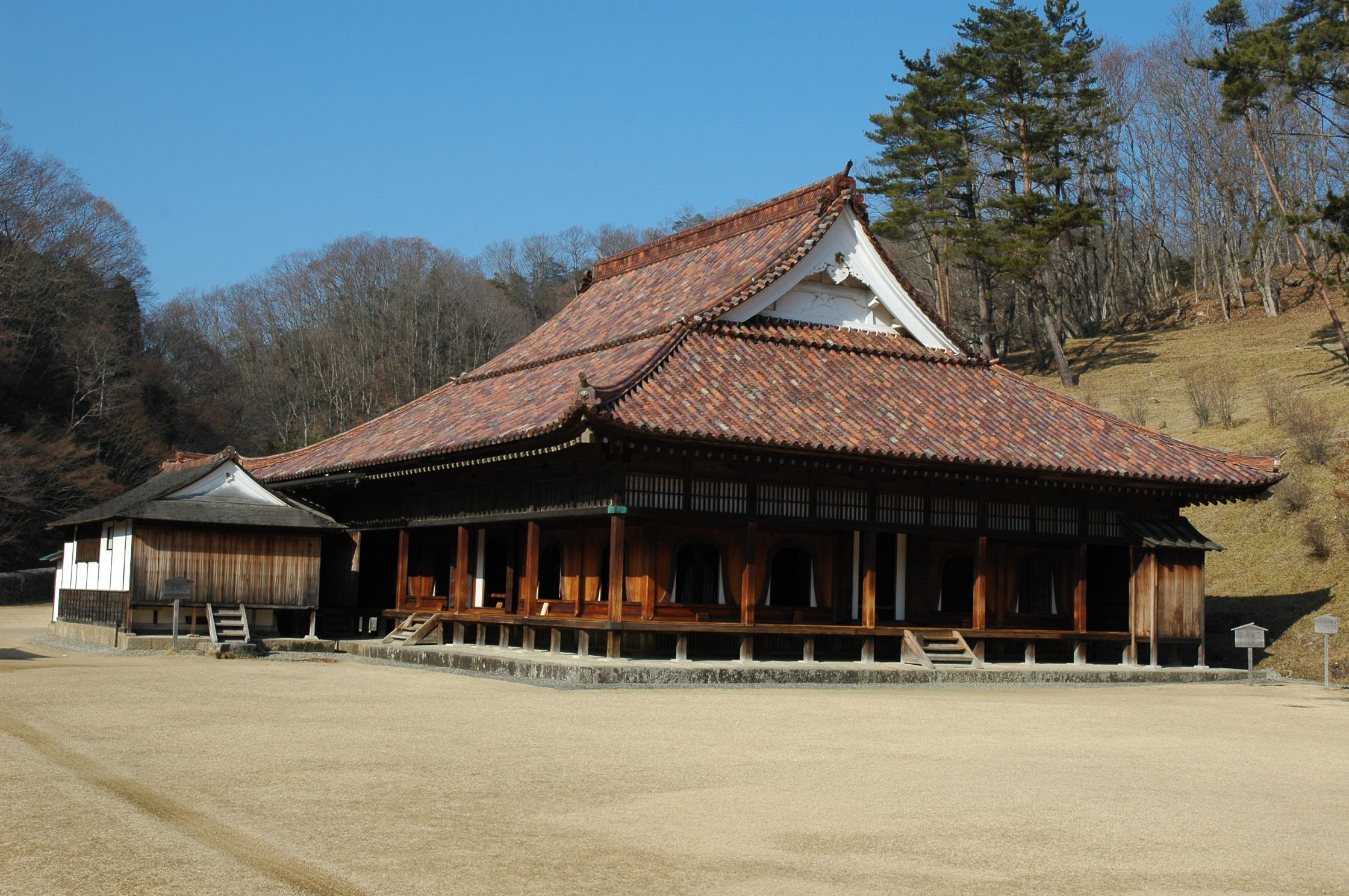
L'auditorium de l'école (2006).

L'école Shizutani (閑谷学校, Shizutani gakkō) est une école han pour les petites gens ouverte par le domaine d'Okayama au début de l'époque d'Edo. Elle se trouve à Bizen dans la préfecture d'Okayama au Japon. L'auditorium (講堂, kōdō) est désigné trésor national dans la catégorie bâtiment/structure par le ministère de l'Éducation, de la Culture, des Sports, des Sciences et de la Technologie japonais.

## Histoire
L'école Shizutani remonte à 1666 lorsque Ikeda Mitsumasa, seigneur féodal de la région de Bizen fait une tournée d’inspection dans tout le pays et arrive au village de Kidani dans le district de Wake, qui s'avère être pourvu de meilleures conditions comme centre éducation que tout autre endroit. Il décide alors d'y fonder une école pour le peuple. En 1670, après deux ans d'essai, Tsuda Nagatada, son principal obligé, se voit charger de mettre l'école en place. L'endroit est depuis appelé « Shizu-tani » au lieu de « Ki-dani », ce qui signifie « vallée tranquille et paisible ». Par ailleurs, il place le domaine qu'il possède dans le village de Kidani sous l'autorité directe de l'école de telle sorte que celle-ci peut se suffire avec ce qu'offrent les villageois et peut poursuivre son développement culturel de façon concentrée, indépendamment de la politique, au cas où la famille Ikeda serait déplacée. En 1701, le bâtiment de lecture est achevé par Ikeda Tsunamasa (fils de Mitsumasa), daimyo de la province de Bizen. 
À cette époque féodale, il existe quelques cas d'écoles publiques ouvertes par des seigneurs régionaux pour éduquer de prometteurs bushi aristocratiques. Ikeda passe pour avoir émis l'idée qu'« une meilleure moralité publique dépend entièrement de l'éducation du peuple ».

## Caractéristiques
La première caractéristique unique de l'école Shizutani est son toit couvert de tuiles de Bizen. Le mur de pierre au sommet arrondi entoure l'école sur pas moins de 765 m. La disposition des pierres dans le style chinois est précieuse et en harmonie avec le reste de l'école. Les matériaux du bâtiment sont du bois de camphrier, du zelkova et du cyprès du Japon, tous bois sélectionnés avec le plus grand soin. Les structures principales sont couvertes de laque noire ou de vernis clair. Le délai de trois cents ans ajoute son lustre accumulé à l'étage du bâtiment de lecture et l'apparition d'ensemble donne une merveilleuse impression de ce qui est dans le courant de l'histoire éternelle.
Un examen attentif révèle le soin dans la construction de la structure. Les tuiles du toit sont posées les unes sur les autres en trois couches de telle sorte que la pluie ne traverse pas le plafond au cas où une tuile supérieure serait brisée. Chaque toit dispose d'un symbole différent pour ses tuiles. Celles du bâtiments de lecture possèdent une crête « à six feuilles », celles du sanctuaire de Shizutani un machaon qui, à une époque, symbolise le clan Ikeda tandis que le symbole des tuiles du mausolée confucéen signifie « liberté académique ».
À côté du bâtiment de lecture se trouve une pièce spéciale dans laquelle le seigneur Ikeda se repose lorsqu'il visite l'école. Elle est décorée dans le gracieux style d'un salon de thé et aussi remplie de l'esprit simple et robuste du bushido.